# Stockinger
Stockinger ist eine 1996 in Österreich als Ableger von Kommissar Rex gedrehte 14-teilige Krimiserie.

## Handlung
Da seine Frau Karin dort die Arztpraxis ihres verstorbenen Vaters übernommen hat, lässt sich der Wiener Kriminalpolizist, Bezirksinspektor Ernst Stockinger, von der Bundespolizeidirektion Wien zum Landesgendarmeriekommando Salzburg versetzen. Gleich zu Beginn muss er dort den Mord am „Jedermann“-Rufer bei den Salzburger Festspielen aufklären.

## Hintergrund
Die humoristische Kriminalserie konnte nicht mit dem Erfolg von 'Kommissar Rex' mithalten. Die Einschaltquoten der von ORF und Sat.1 produzierten Serie entsprachen nicht den Erwartungen. Dass keine weitere Staffel gedreht wurde, lag allerdings hauptsächlich an Karl Markovics. In einem Interview sagte er, dass ORF und Sat.1 wohl sehr gerne noch eine Staffel produziert hätten; er habe jedoch abgelehnt. Markovics begründete seine Entscheidung damit, dass er zu diesem Zeitpunkt schon drei Jahre lang ununterbrochen gedreht hatte (zwei Staffeln Kommissar Rex und eine Staffel Stockinger) und dass dies sehr anstrengend gewesen sei.
Ab September 2006 wurde die komplette Serie als DVD-Box im Handel angeboten.

## Episoden
1. Salzburger Kugeln (Pilotfilm)
2. Todesnacht in Gastein
3. Endstation: Hallstatt
4. Der Tote im Narzissenfeld
5. Unschuldslämmer
6. Grau’n an der Traun
7. Mord-Saison im See-Hotel
8. Das Geheimnis der Krimmler Fälle
9. Die Macht der Toten
10. Lebende Schießscheiben
11. Pfeile im Tennengau
12. Stille Wasser
13. Spuren in den Tod
14. Tod in Saalbach

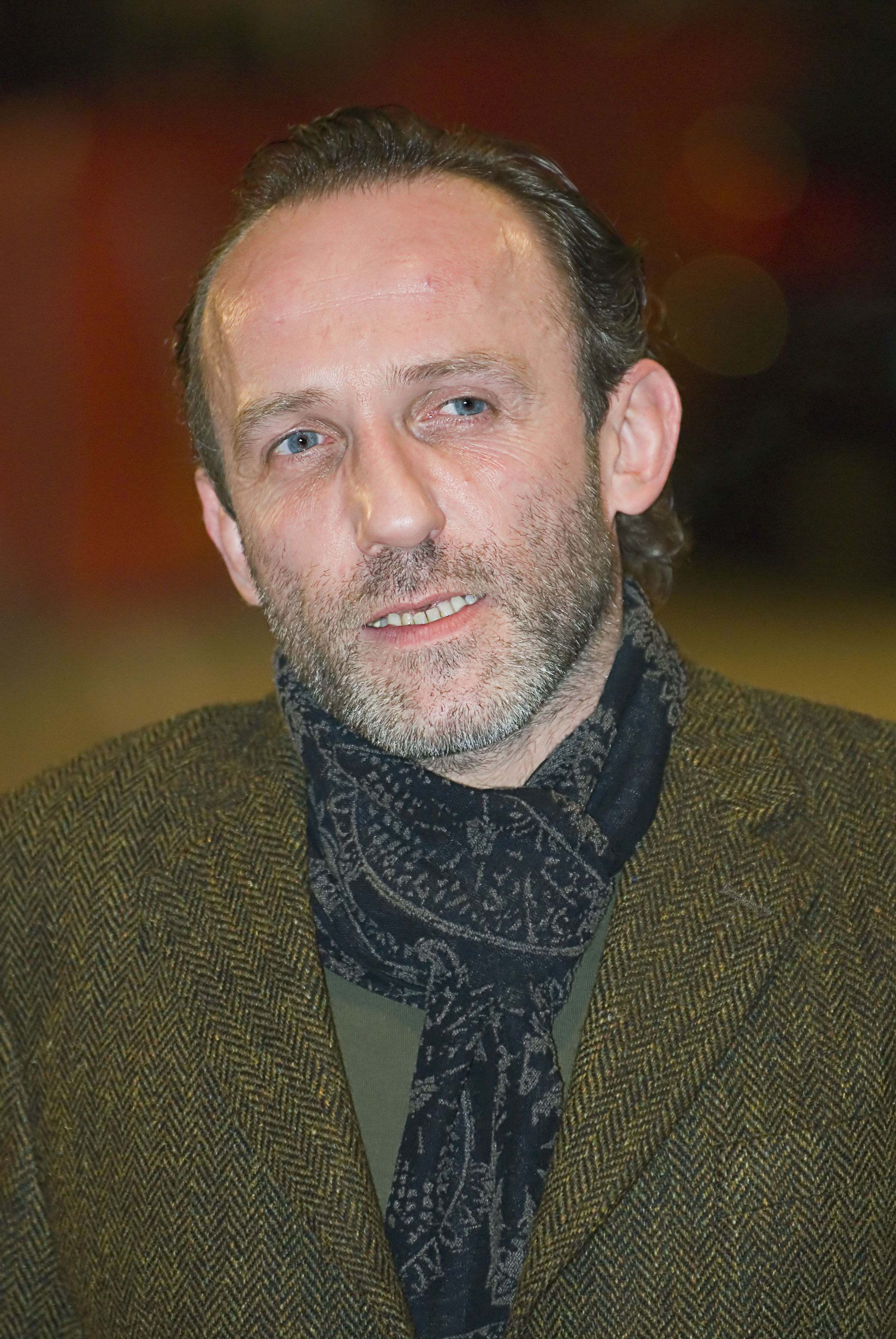
Hauptdarsteller Karl Markovics, 2007

Beim Pilotfilm Salzburger Kugeln führte Jörg Grünler Regie; weitere Regisseure waren Bodo Fürneisen, Dagmar Damek, Peter Welz, Hans Werner und Wolfgang Dickmann.
Die Episodenliste der DVD-Box STOCKINGER – Die komplette Serie (Herausgeber: Koch Media GmbH, 2006) weicht von der oben genannten Liste ab.

## Bekannte Gastdarsteller
Wolf Bachofner, Hans von Borsody, Pinkas Braun, Hemma Clementi, Peter Fitz, Michou Friesz, André Hennicke, Sissy Höfferer, Harald Krassnitzer, Andreas Lust, Karl Merkatz, Reinhard Simonischek, Jürgen Tarrach, Max Tidof, Rudolf Wessely und Gerhard Zemann.